# Leini
Leinì (Leynì o Leyni fino al 1939), pronunciato e meglio noto come Leinì (denominazione con cui è tuttora identificato in piemontese), è un comune italiano di 16 209 abitanti della città metropolitana di Torino in Piemonte.

## Geografia fisica
Leini si trova alle porte di Torino, ed è considerata la "porta del Canavese".
Dalla cittadina parte infatti la SP13 di Front Canavese che termina a Cuorgnè con Via Torino, città dell'Alto Canavese.
Territorio piuttosto ampio e prevalentemente pianeggiante, si articola a nord dell'abitato, subito alle spalle della frazione Tedeschi, con il pianalto delle Vaude, una cui porzione è compresa appunto all'interno del territorio comunale. L'area sopraelevata raggiunge la quota di circa 300 m. s.l.m. 

## Origini del nome

### Le vicende del toponimo
Un regio decreto del 1939, emanato su proposta del governo Mussolini, abolisce la "y" nel toponimo Leyni, analogamente a quanto accaduto ad altre centinaia di toponimi nel nome dell'italianizzazione dei termini.
Finita la seconda guerra mondiale, cade il fascismo e gli abitanti di Leinì ricominciano a scrivere il nome del paese alla vecchia maniera: Leynì, ma poi la tendenza popolare toglierà la "y" trasformandola in "i" e mantenendo l'accento finale.
Nel 1997 il Consiglio Comunale di Leinì chiede alla regione Piemonte di cambiare il nome in Leynì, con la "y" e con l'accento finale.
Nel 2000 il presidente della repubblica Ciampi, con Decreto legislativo 18 agosto 2000, n. 267, articolo 6, ordina a tutti i comuni di dotarsi dello Statuto. Subito il consiglio comunale approva lo Statuto Comunale: il nome definitivo diventa così Leinì, senza y ma con l'accento finale.
A febbraio 2009 il Ministero dell'interno stabilisce che il nome di Leinì è quello stabilito con il Regio decreto del 1939, cioè senza la "y" e senza l'accento finale trasformandolo in Leini. Il 13 marzo un Consiglio Comunale prende atto della modifica apportata dal Ministero dell'Interno. Il sindaco, Ivano Coral, rilascia anche una dichiarazione in cui bolla un eventuale referendum per la scelta del nome come "un inutile spreco di carta".

## Storia
Come scrive Goffredo Casalis nel suo Dizionario Geografico il nome di Leynì ricorda un antico paese, di denominazione somigliante, che sorgeva ne territorio di Moncrivello, presso un lago detto Laneus.
Lo stesso Giovanni Paviolo (Segretario Comunale) nel suo opuscolo Cenni storici e statistici sul comune di Leynì (Torino, 1883), precisa che il villaggio di Leynì sarebbe stato fondato da alcune famiglie venute da Laniasco, piccolo paese su quel di Moncrivello, in riva ad un laghetto detto Laneus.
Nessuna prova documentaria, tuttavia, suffraga tale ipotesi.
Leynì (nel latino medievale Leynico, Laniacum, Leiniacum, Leudenigo) trova la sua prima menzione in un atto notarile del 904, quando tra i testimoni si trova un tal Bertefredo de Leudenigo. Ulteriori attestazioni si sarebbero trovate in un diploma dell'anno 999 col quale l'imperatore Ottone III confermava a Leone Vescovo di Vercelli la Vauda o Valda di Leynì, che ancor prima gli era stata fatta da Berengario II di Ivrea; questa attestazione è tuttavia errata e inesistente. Con il passare dei secoli Leinì conobbe una interessante successione di signorie: quella dei marchesi di Torino dalla seconda metà del X secolo successivamente alla divisione della marca eporediese, quella del vescovo di Torino da un momento non preciso e fino al 1163, momento in cui Leinì e il suo territorio sono acquistati da Guglielmo V marchese di Monferrato. Divenne un territorio monferrino fino al tardo Trecento. Per XII e XIII si hanno poche notizie, salvo documentazione da cui si rilevano molti toponimi, al XIII secolo è comunque possibile far risalire la signoria di metà Leinì ai conti San Martino (pre e post 1224 ma senza ulteriori indicazioni), una delle più importanti famiglie aristocratiche canavesane. Leinì doveva essere ritenuto un centro strategicamente importante: ai limiti del Canavese e sulle direttrici per le valli di Lanzo e confinante con le terre fruttuariensi a Lombardore e Volpiano, non stupisce quindi fosse ambito. Difatti venne certamente fortificato in qualche modo, ma a sufficienza da poter essere assediato per sette giorni nell'agosto del 1307 dal principe Filippo di Savoia Acaia nel contesto della guerra di successione al marchesato di Monferrato. Conquistato, permase tra i territori sabaudi del ramo Acaia fino al 1310,  quando venne restituito al marchese di Monferrato. Sono di questo periodo le liti con i monaci di Fruttuaria per i confini tra Volpiano Lombardore e Leinì. 
Importante snodo storico è la signoria dei Provana a Leinì. Essi la assumono per investitura del marchese di Monferrato nel 1325, detenendola poi fino a XVIII secolo inoltrato.
È sotto la loro signoria che Leinì conoscerà un'importante sviluppo urbanistico: nel 1331 la comunità e i consignori Provana si accordano per la costituzione della "villa ristretta" e lo scavo di fossati intorno ad essa, oltre che la costruzione di tre porte; le mura saranno realizzate invece successivamente dal 1380.
Nel 1379, dopo varie tensioni tra i marchesi di Monferrato e i conti di Savoia, Amedeo VI di Savoia ricevette definitivamente il territorio di Leinì,  successivamentead una lunga causa tra le due parti mediata dai Visconti.
Nel tardo '300 (1386-1391), nel contesto della rivolta contadina canavesana chiamata Tuchinaggio, Leinì subì almeno un'incursione nel 1387 di genti sostenute dal marchese di Monferrato, tuttavia se la popolazione abbia in qualche modo preso poi parte alla rivolta o meno, non ci è attualmente noto pur esistendo un documento del 1391 in cui, in modo simile a come fecero altre comunità, i leinicesi chiedono ai Provana certezza per la concessione di Statuti sul modello di quelli di "Caselle, Avigliana, Rivoli o Cirié". E difatti riusciranno ad ottenerli, sul modello di quelli di Caselle, nel 1442.
Il Cinquecento è caratterizzato dalla comparsa sulla scena di Andrea Provana (1511-1592) che fu ammiraglio della flotta dei Savoia ed ebbe una grossa parte nella vittoria dei cristiani contro l'Impero ottomano nella Battaglia di Lepanto svoltasi il 7 ottobre 1571.
Il Seicento è un secolo funesto, contrassegnato dalla peste, carestie e guerre. Il Settecento è segnato dalle grandi trasformazioni sociali che portano alla Rivoluzione Francese che cancellò il nome della famiglia Provana dal seguito della storia leinicese, estintasi per mancanza di eredi nel 1780. L'Ottocento, secolo dell'Unità d'Italia, porta parecchie innovazioni a Leinì: la caserma dei Carabinieri, il servizio postale, il servizio del tram. Nello scorso secolo e in quello attuale Leinì è una graziosa cittadina in costante e continua evoluzione dove agricoltura e tecnologia convivono sapientemente.

### Simboli
Lo stemma attuale è stato concesso con DPR dell'11 dicembre 1997 e sostituisce quello riconosciuto con DCG del 23 aprile 1942.
Lo stemma attuale è di origine seicentesca, il precedente, molto più interessante a livello storico, si componeva invece di uno scudo su fondo blu, articolato, parrebbe, con i colori del marchesato monferrino (comune alle località che furono all'interno dei dominii marchionali nel Medioevo, si veda ad esempio Chivasso), sovrastati poi dal san Lorenzo  (patrono di Leinì) che regge la graticola. Una rappresentazione di queato stemma è reperibile sulla porta di accesso al castello, sul lato piazza Vittorio Emanuele II, e di fianco alla Torre.
D'azzurro, alla figura di S. Lorenzo, in vesti di diacono, colla dalmatica rossa, e la graticola d'oro nella destra, al naturale.
Il gonfalone municipale è un drappo di bianco con la bordatura di azzurro.

## Monumenti e luoghi d'interesse

### La Torre

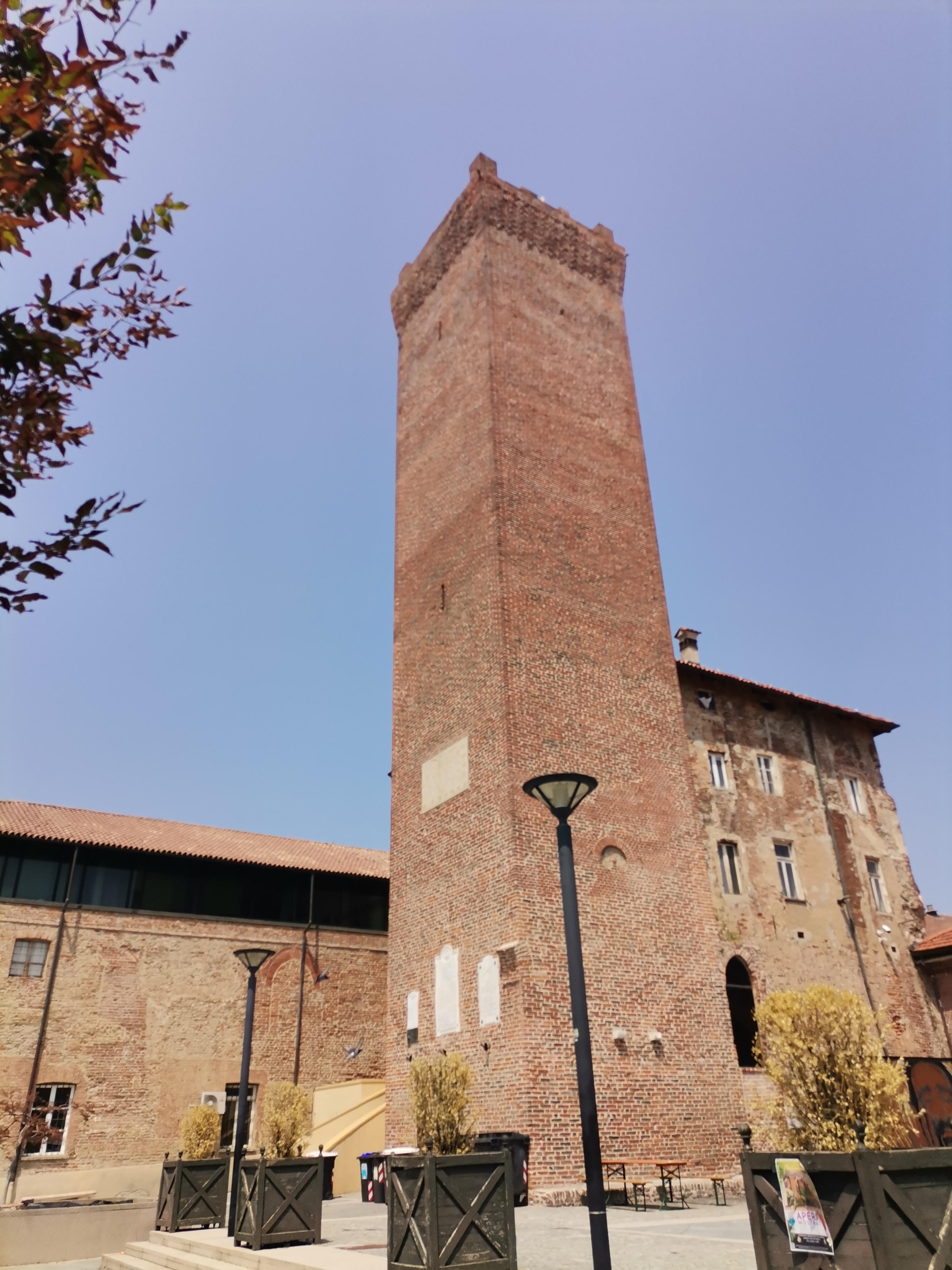
Torre dell'Ammiraglio

È l'edificio più imponente e caratteristico di Leinì. È detta "dell'Ammiraglio", anche se è certamente preesistente alla nascita di Andrea Provana. Sorge nella sua piazza principale ed è il resto più appariscente dell'antico castello trecentesco. È alta 33 metri, a pianta quadrata, in mattoni, massiccia e coronata di merli. Il resto dell'antico complesso è occupato dagli uffici del Comune.

### Il Chiosso
Il complesso architettonico del Chiosso è costituito da un insieme di fabbricati di caratteri ed epoche diverse, strutturato per costituire una corte chiusa, funzionale alla destinazione agricola che lo ha caratterizzato per la lunga parte della sua storia.
Situato su un'area compresa tra la principale via di attraversamento del concentrico e la strada provinciale che da Torino conduce nel Canavese.
La consistenza attuale del fabbricato è frutto di successive mutazioni di destinazione. Il complesso produttivo preesistente, acquistato negli ultimi anni del XVII secolo da Carlo Amedeo Provana di Druent, venne trasformato in dimora signorile. Successivamente l'edificio subì altri passaggi di proprietà, il primo dei quali a favore dei Conti Provana di Frossasco e Alpignano.

### Villa Violante
L'edificio, caratterizzato da particolarità architettoniche ed artistiche di fine Settecento, è situato nelle vicinanze del perimetro del centro storico, nel settore est del territorio comunale tra via Carlo Alberto e via Volpiano.
Il generale Guglielmo Violante (1864-1941), colonnello degli Alpini, fu votato per anni a dirigere il comune di Leinì in qualità di sindaco e successivamente di podestà. In seguito alle disposizioni impartite nel testamento del generale Violante, la villa venne trasferita con pertinenza al comune di Leinì per essere adibita ad attività sociali, culturali e scolastiche.

### Ex Capirone

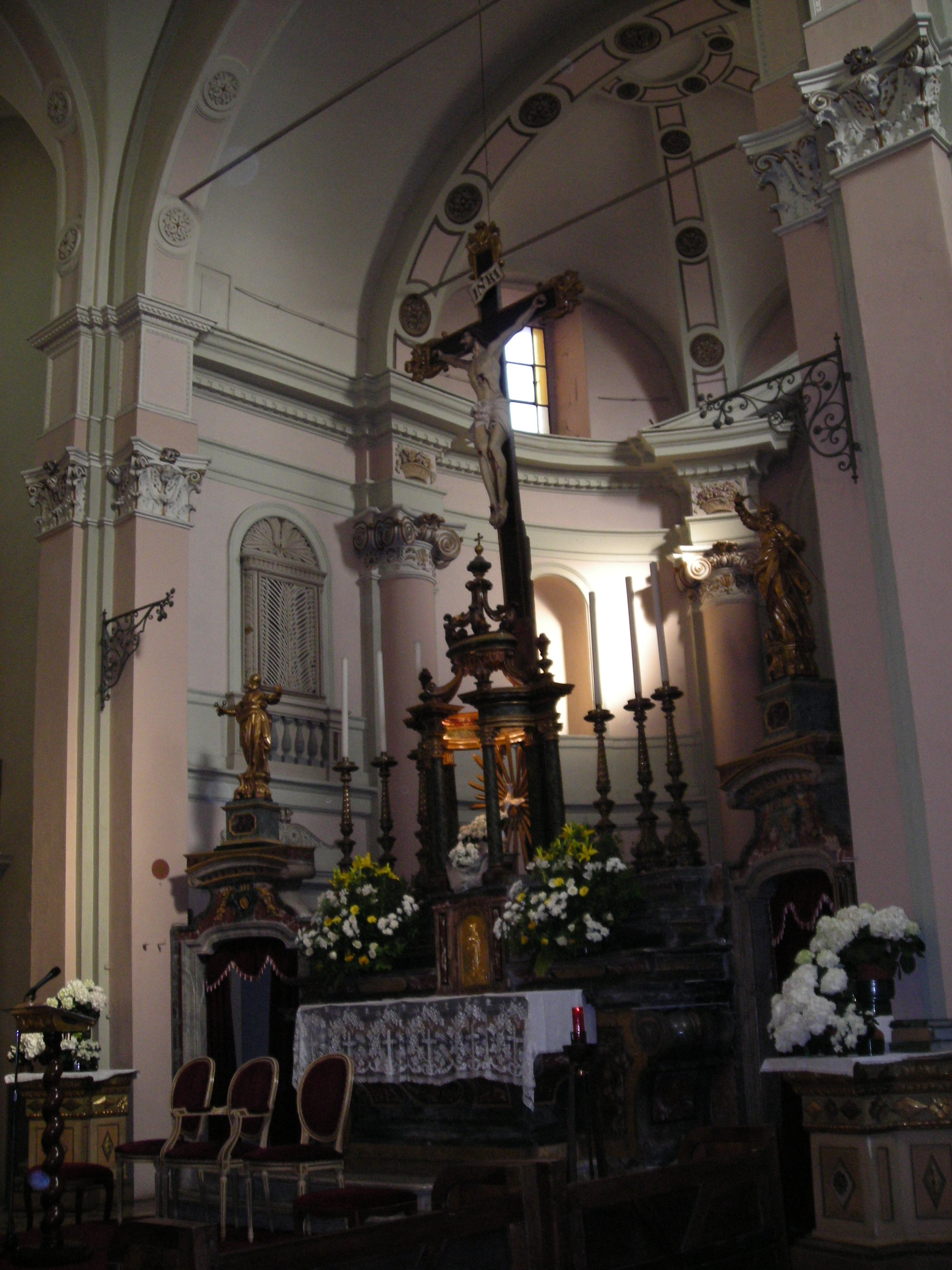
Altare maggiore della chiesa parrocchiale di Leini

La nascita di questa istituzione risale al 1719 quando fu fondata la Congregazione di Carità, ad opera di padre Carlo Francesco di San Giorgio, Gesuita.
Oltre ad assistere i poveri con la distribuzione di alimenti, nel 1721 viene fondato un primo ricovero, con quattro letti, ad uso degli infermi più bisognosi.
Nel 1721 viene aperta la prima casa di riposo che viene sistemata dove ora si trova la Farmacia dell'Ospedale. Il ricovero ebbe vita in quel luogo fino al 1861.
Nel 1839 don Piero Capirone fece donazione alla Congregazione di Carità di una casa e di terreni. Come ringraziamento la casa di riposo venne intitolata al sacerdote.
Nel 1861 la casa di riposo si trasferisce nei locali costruiti appositamente in via Carlo Alberto, successivamente occupati dalla Croce Rossa Italiana.
Nel 1970 l'infermeria Capirone viene trasferita negli attuali locali, costruiti grazie alla donazione di terreni fatta all'Ente Comunale di Assistenza e curata dall'Amministrazione della Casa.
Nel 1982 l'Ente Morale Capirone cessa la propria esistenza e la gestione passa all'Amministrazione Comunale Leinicese fino al gennaio 2001.

### Ex Singer
La Singer è una multinazionale nata nel New Jersey (Stati Uniti) nel 1851 ed è conosciuta per la produzione di macchine da cucire per usi domestici e industriali. Nel 1967 la multinazionale rileva la Domowatt, un'azienda leinicese nata nel 1962 e da diversi anni in crisi, inaugurando così una filiale dedicata alla produzione di frigoriferi e congelatori. Successivamente a questo acquisto i dipendenti dell'azienda aumentarono in modo esponenziale, come anche la popolazione che passò da 3 629 a 7 793 abitanti. Questo aumento demografico trasformò Leini da un villaggio agricolo ad una cittadina industriale. Infatti la popolazione raddoppiò nel corso di dieci anni, tra il 1961 (4070) e il 1971 (7793). La Singer di Leini ebbe un'influenza non solo sulla città, ma anche sui territori circostanti, dai quali proveniva una parte consistente dei lavoratori.
Nel 1970 una crisi di sovrapproduzione colpì l'azienda: essa portò al licenziamento di un gran numero di operai che cominciarono a organizzare una serie di manifestazioni politiche e culturali per evitare la chiusura dello stabilimento. Diedero il loro supporto una serie di personaggi molto importanti del mondo dello spettacolo: la compagnia teatrale Living Theatre, gli Inti Illimani, Dario Fo, Franca Rame, Milva, Francesco Guccini e Fabrizio De André. Un'altra azione che gli operai misero in atto per cercare di evitare il fallimento dello stabilimento, fu quello di creare una radio libera che trasmettesse, dal campanile della chiesa del paese, gli avvenimenti accaduti all'interno della fabbrica, chiamata Radio Singer. Da questo momento le strategie e la modalità per evitare la chiusura della fabbrica divennero un punto di riferimento per le aziende in crisi.
Agli inizi del 1976, l'azienda viene comprata dalla GEPI, una società finanziaria pubblica.

### Chiesa parrocchiale di San Pietro e Paolo
La chiesa parrocchiale di San Pietro e Paolo, situata in piazza Don Matteo Ferrero, venne edificata attorno all'anno 1000 come chiesa dell'antico cimitero.
Sull'altare maggiore è ancora presente la data 1139, ma è del 1391 l'elevazione a parrocchia della chiesa.
La struttura originaria è identica a quella attuale, con le medesime misure, ma priva di due navate. Nel 1486 cominciarono i primi lavori di ristrutturazione, proseguiti successivamente nel 1548 e terminati definitivamente nel 1722 con l'inaugurazione del nuovo campanile.
Il 1855 vede il crollo della volta della chiesa con la distruzione di numerosi dipinti. Tra i quadri intatti vi è il più antico e prezioso, l'Adorazione dei Magi, attribuita al Defendente Ferrari. Quest'opera è stata ritirata nel 1954 per ordine della Sovraintendenza delle gallerie del Piemonte per essere restaurato. Nel 2009, per un'azione congiunta di parrocchia e amministrazione comunale, il quadro ha potuto fare ritorno nella parrocchiale di Leini.
Nei primi anni del Novecento la chiesa si rivela ormai insufficiente di fronte all'ingente flusso di fedeli, e con il teologo don Giorgio Gioda si decide di prolungare l'edificio di due arcate. I nuovi lavori iniziano le 1907 e si concludono nel 1913 con la benedizione del cardinale Agostino Richelmy.

### Chiesa di San Rocco
La cappella di San Rocco sorge all'angolo fra viale Italia e via Bonis.
In origine era adibito a lazzaretto, per isolare i colpiti dall'epidemia di peste nel 1690 e nel 1695. Al termine dell'epidemia, nel 1703, venne deciso di elevare una cappella in ricordo di tutti i morti seppelliti nel lazzaretto.
Due secoli dopo, per ricordare i caduti della Grande Guerra, il terreno circostante venne intitolato Parco della Rimembranza, con l'installazione di lapidi riportanti i nomi dei caduti.

### Chiesa San Giovanni Battista

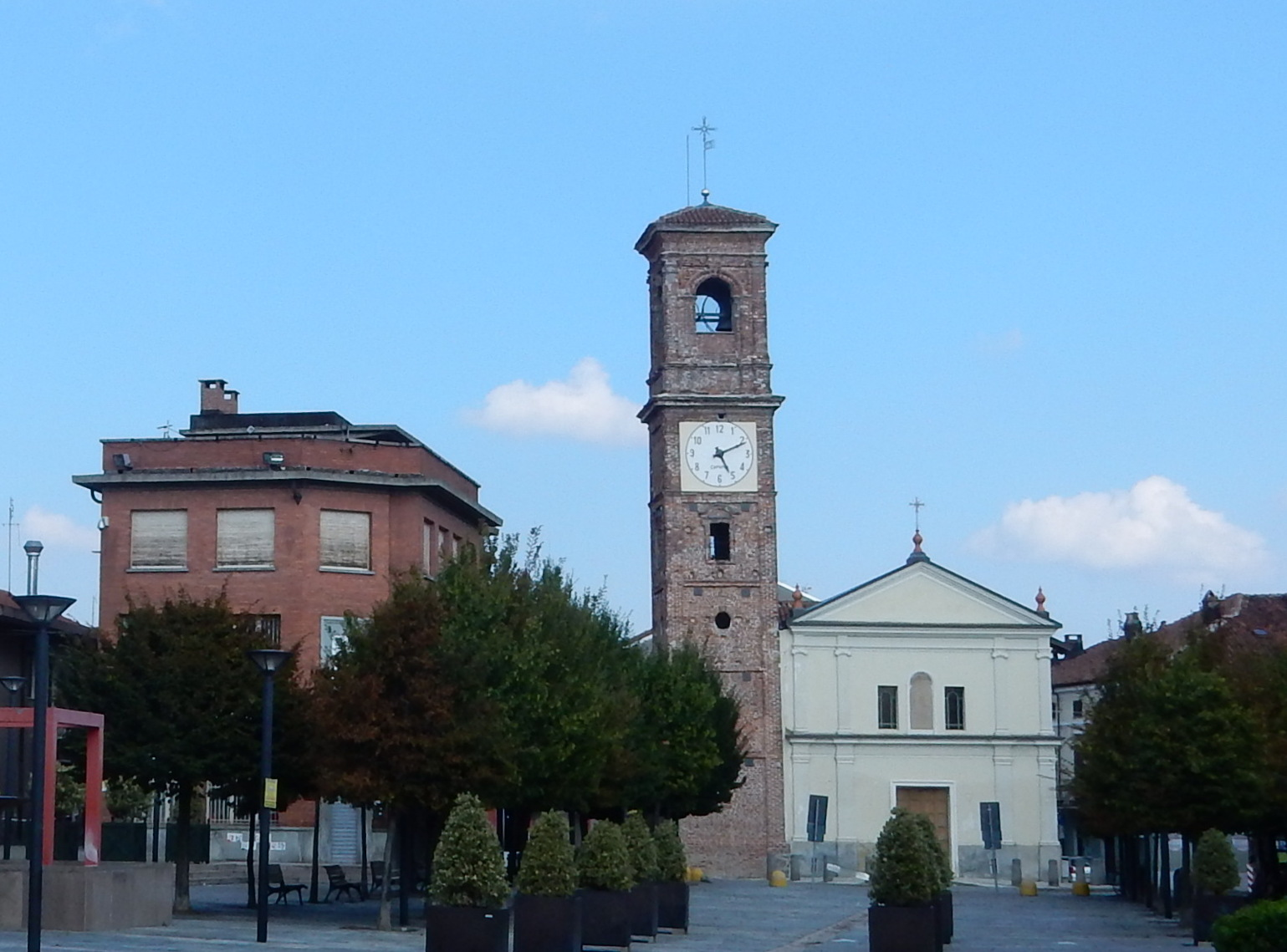
Chiesa di San Giovanni Battista

Edificio religioso inaugurato nel giugno 1647 con campanile dello stesso anno, in cui venne installato l'orologio nel 1740.
All'interno, la pala pittorica sull'altare maggiore raffigura il Battesimo di Gesù ed è datata 1665.

### Santuario della Beata Vergine delle Grazie

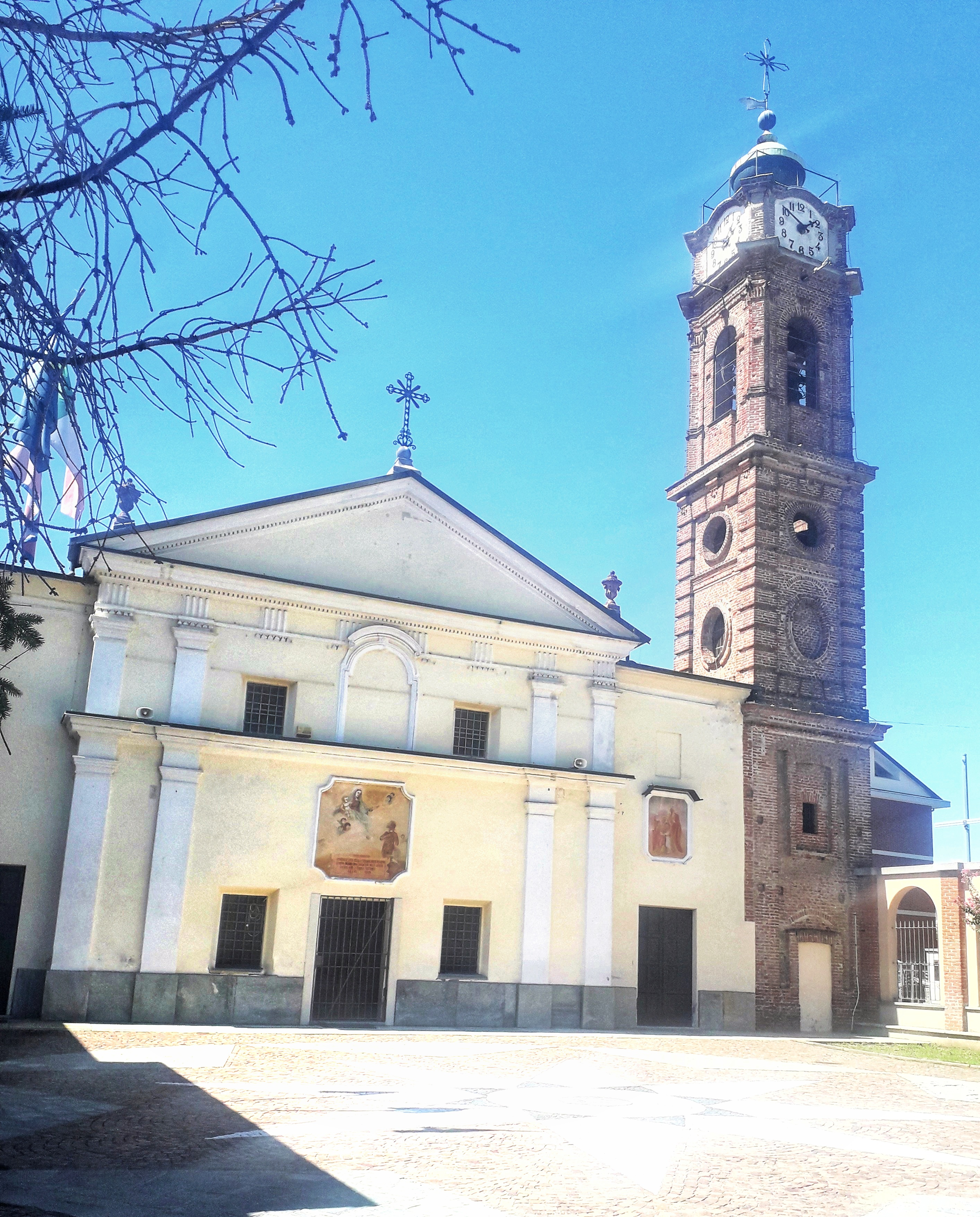
Santuario della Beata Vergine delle Grazie

Il Santuario della Beata Vergine delle Grazie (chiesa vicina alla scuola elementare "Anna Frank"), già Madonna del Sordomuto, per gli abitanti del luogo "La Madonnina", sorge a nord del paese, nel luogo dove la Vergine Maria apparve ad un sordomuto della famiglia Regina il 1º giugno 1630, donandogli una corona del Rosario ed annunciando la fine dell'epidemia di peste che sconvolgeva la zona.
La costruzione iniziò da subito e l'edificio venne aperto al culto già nel 1632.
Da documenti d'archivio il luogo ha origine come Romitorio con alcune stanze per l'alloggiamento dei pellegrini. Nel catasto francese del 1805, le due navate laterali erano ancora censite come "abitazioni". La piccola Cappella era custodita dalla presenza fissa di un Eremita. Notevole è la galleria degli ex-voto con circa 800 quadretti esposti. Sopra l'Altare Maggiore è collocata l'antica Pala d'Altare del 1634. Degno di nota è il prezioso organo a canne del 1844, opera dell'organaro Luigi Alovisio, interamente restaurato negli anni '90 del secolo scorso. 
Diventato nel corso del tempo un luogo di pellegrinaggio, all'interno è visibile una galleria che raccoglie i numerosissimi ex voto, circa 700, accumulatisi negli anni. Il pezzo più antico è del 1834.
La costruzione del campanile risale al 1845.
La grande statua che rappresenta la scena dell'Apparizione risale al 1894. Viene portata in processione, per le vie del paese, in occasione della celebrazione religiosa dell'Assunta.
Accanto alla chiesa sorse un Monastero di clausura con Monache Carmelitane Scalze, che ora è trasformato nella scuola elementare "Anna Frank".
La costruzione del Monastero incominciò nel 1951 entrando in funzione nel 1953. Rimase edificio religioso fino al 1973 per poi essere convertito in sede scolastica.

### Monumento agli Alpini
Nel 1972 il comune, nel centenario ricordo degli Alpini leinicesi, fece erigere vicino alla scuola elementare "Anna Frank" una statua in loro onore, raffigurante, appunto, un Alpino presente in una vetta.

## Società

### Evoluzione demografica
Negli ultimi sessanta anni, a causa della forte immigrazione, la popolazione è quadruplicata.
Abitanti censiti

### Etnie e minoranze straniere
Al 31 dicembre 2023 la popolazione straniera residente era di 1.251 persone, pari al 7,35% della popolazione.

## Cultura

### Biblioteche
La biblioteca civica "Emilio Salgari" è contenuta nello stesso complesso in cui hanno sede l'archivio storico, la scuola materna e l'Unitre della città.

## Geografia antropica

### Frazioni
Nel comune si trovano numerose frazioni, tra cui molte cascine poco abitante.
Le più grand sono quella di Fornacino, Tedeschi e Grivetta.

#### Tedeschi
A pochi chilometri da Leini si trova la frazione Tedeschi, un piccolo borgo immerso nella natura.
La frazione ha una propria chiesa, dedicata alla Beata Vergine Addolorata, costruita nel 1959, ed una propria scuola elementare, capace di accogliere circa 200 bambini.
Una manifestazione molto conosciuta è la tradizionale festa patronale dedicata alla B.V. Addolorata (per dieci giorni nel periodo tra fine agosto e inizio settembre), appuntamento a cui è stata associata la fiera "ExpoTedeschi", evento capace di coniugare gli interessi della popolazione con i prodotti e servizi offerti dalle realtà commerciali presenti, attirando, ogni anno, migliaia di visitatori i quali insieme all'aspetto fieristico possono godere della buona cucina (nelle aree ristorante e pizzeria) e grandi serate di musica (concerti e musica da ballo in aree distinte). Purtroppo però tale festa è terminata con il periodo COVID-19 e da allora non è più stata svolta.
In frazione Tedeschi vi è la sede di una realtà spirituale internazionale che opera attivamente anche in campo umanitario: la Chiesa cristiana Anima Universale.

#### Fornacino
Un'altra frazione presente sul territorio leinicese è divisa a metà con il comune di Settimo Torinese.
 
Curiosa la modalità di suddivisione amministrativa della frazione: gli abitanti che dimorano sul lato sinistro della via principale (Via Reisera) sono cittadini leinicesi, al contrario sul lato destro invece sono settimesi. Oltre al Fornacino Club, fulcro della frazione, presente ormai dalla seconda metà dello scorso secolo, sono presenti cascine dove si praticano allevamento e agricoltura.

#### Grivetta
Importante anche l'agglomerato urbano di Grivetta, composto da diversi edifici abitati, alcuni di recente costruzione, circondati da campagna e campi agricoli.

## Economia
Come nella maggior parte dei paesi limitrofi, l'economia è basata principalmente nell'agricoltura, presente principalmente nelle frazioni, più esposte "al verde".
Oltre a ciò, il paese è in continuo sviluppo, soprattutto nel campo dell'immobiliare, di cui la crescita è favorita dalla vicinanza del comune alla città di Torino.
Importante anche la presenza della sede della multinazionale Seven nella frazione Fornacino.

## Infrastrutture e trasporti
I trasporti urbani e interurbani di Leinì vengono svolti con autoservizi di linea gestiti da GTT.
Fra il 1884 e il 1931 Leinì fu servita dalla la principale stazione intermedia della tranvia Torino-Volpiano.

### Artigianato
Di una certa importanza la produzione di strumenti musicali, come le fisarmoniche, già presente verso la fine dell'Ottocento.
Di importanza anche la produzione di cioccolato, come le aziende Giordano Cioccolato e Ballesio Cioccolato.

## Amministrazione
| Periodo | Periodo   | Primo cittadino                                  | Partito        | Carica                | Note   |
| ------- | --------- | ------------------------------------------------ | -------------- | --------------------- | ------ |
| 1995    | 2000      | Nevio Coral                                      | lista civica   | Sindaco               |        |
| 2000    | 2005      | Nevio Coral                                      | lista civica   | Sindaco               |        |
| 2005    | 2010      | Ivano Coral                                      | centrodestra   | Sindaco               |        |
| 2010    | 2012      | Ivano Coral                                      | centrodestra   | Sindaco               |        |
| 2012    | 2014      | Rita Piermatti Giovanni Icardi Flavia Pellegrino | -              | Commissari prefettizi | [ 27 ] |
| 2014    | 2019      | Gabriella Leone                                  | lista civica   | Sindaco               |        |
| 2019    | 2024      | Renato Pittalis                                  | lista civica   | Sindaco               |        |
| 2024    | in carica | Luca Torella                                     | centrosinistra | Sindaco               |        |

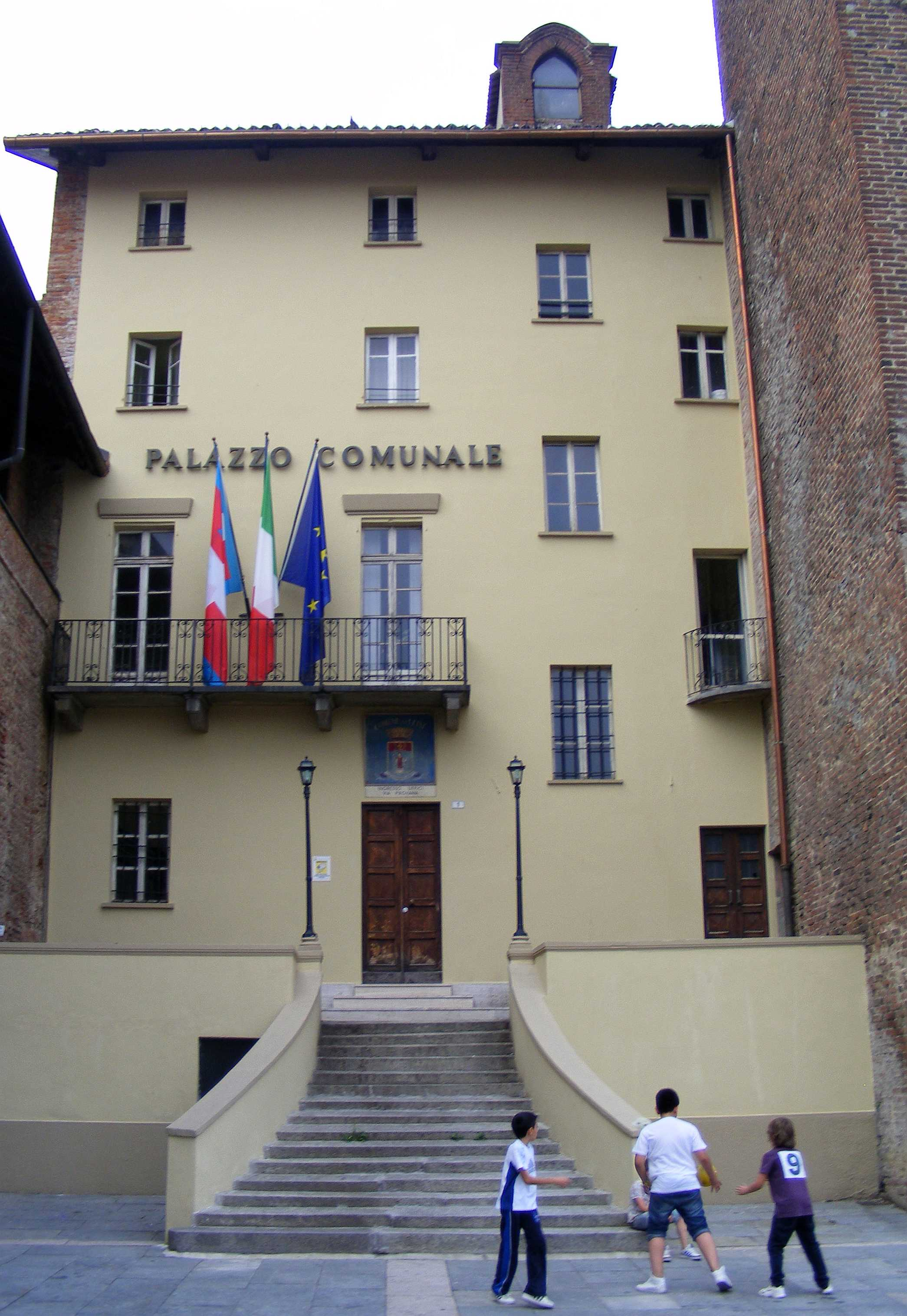
Il municipio

Il 23 marzo 2012 il Consiglio comunale leinicese è stato sciolto dal Consiglio dei ministri per infiltrazioni mafiose della 'Ndrangheta.

### Gemellaggi
- Bangolo, dal 2004 - gemellaggio creato per il potenziamento delle attività locali -[28]
- Saint Egrève, dal 2024

## Sport
Ha sede nel comune la società calcistica U.S. Leinì 1907, fondata nel 1907 e poi rifondata nel 2014 dopo fallimento come A.S.D. Calcio Leinì. Ha disputato campionati dilettantistici regionali. Oltre ad essa, ci fu anche River Leini Calcio, squadra formatasi con l'unione tra Real Leini e River Mosso, società dilettantistica di Torino.
Il paese è anche noto noto per aver ospitato e continuare tutt'oggi i giocatori della Juventus e di altre squadre calcistiche italiane.
Nel parco dedicato al Grande Torino ogni anno i tifosi torinisti "festeggiano" la fine del campionato con una grigliata di gruppo in un periodo tra maggio e giugno. Questa specie di festa è nota anche per la partecipazione di personaggi di spicco della storia del Torino FC, tra cui ex calciatori.
Leini dispone anche di infrastrutture dedicate ad altre tipologie di sport oltre a quello calcistico, come basket, pallavolo, palestre e sport da combattimento.